# 레지 밀러
레지널드 웨인 "레지" 밀러(영어: Reginald Wayne "Reggie" Miller, 1965년 8월 24일 ~ )는 미국의 은퇴한 농구 선수이며, 신장 201cm, 체중 88.5kg의 슈팅 가드 겸 스몰 포워드로서 1987년 ~ 88년 시즌부터 2004년 ~ 05년 시즌까지 18개의 시즌 동안 인디애나 페이서스에서 활약하였다. 캘리포니아 대학교 로스앤젤레스 졸업 후, 1987년 1 라운드 11위로 페이서스에 입단하였고, 3점 슛으로 명성을 날려, NBA 통산 3점 슛 시도 및 성공 개수에서 2위에 올라 있다(통산 1위는 마이애미 히트의 레이 앨런). 특히 경기 막판 위기 상황에서 득점력이 강하여 "밀러 타임"(Miller Time)으로 유명하였다. 그의 등번호 31은 2006년 페이서스에 의하여 영구 결번되었고, 2012년 네이스미스 농구 명예의 전당에 헌액되었다.

## 어린 시절
캘리포니아주 리버사이드에서 태어난 밀러는 매우 스포츠 정신의 가족에서 왔다. 그의 형 대럴은 캘리포니아 에인절스와 포수/외야수로서 5개의 시즌을 활약하였다. 그의 누이 체릴은 서던캘리포니아 대학교에서 농구 스타였으며 여태까지 최고 여성 선수들 중의 하나로 숙고된다. 하지만 밀러는 프로 스포츠 경력으로 엄숙한 출발을 가졌다.
심하게 편평족을 일으킨 절강이 기형으로 태어난 그는 신천적 결손증을 교정하는 데 자신이 4세 때까지 다리 버팀대를 신었다. 의사들은 만약 그가 보조받지 않으면서 걸을 것인가에 의문하였다. 그가 5세 때 버팀대는 떨어졌고, 밀러는 자신의 스포츠 선수 형제와 누이들과 함께 계속하는 시도에서 완전히 해냈다.

## 대학 경력
호리호리한 6 피트 7 인치, 190 파운드의 전 UCLA 브루인 소속 선수는 인디애나 페이서스에 의하여 1987년 드래프트앳 11위 전체 선택과 함께 선발되었다. 그는 거기서 전체 18년 경력을 보내 후지어 스테이트 아이오어에서 또다른 전설적 인물이 되었다.
캘리포니아 대학교 로스앤젤레스에서 그는 한 경기에 25.9 포인트와 함께 주니어로서 득점에 국가에서 4위를 하였고, 시니어로서 한 경기에 22.3 포인트를 평균하였다. 그가 드래프트될 당시 그는 또한 카림 압둘 자바에 밀려 대학의 사상 득점 명단에서 2위를 하였다. 그러나 이 봉선화의 슈팅 선수는 인디애나주의 팬들이 인디애나 대학교의 올아메리칸 가드 스티브 올퍼드를 몹시 바라면서 환영을 받지 않았다.
명예의 전당 헌액자 밀러는 2,560개의 경력 3점 슛과 함께 NBA 역사상 2위에 놓였다.
하지만 밀러는 NBA 역사상 2명의 선수들 - 유타 재즈의 존 스톡턴과 칼 멀론을 제외한 전부보다 같은 팀과 더많은 경기를 활약하였다. 밀러는 또한 페이서스를 무익에서 결승전과 많은 포스트시즌 탈선 행위로 이끌기도 하였다. 그의 플레이오프 장면의 거의는 그의 가장 격렬한 라이벌 뉴욕 닉스를 연루하여 NBA의 가장 큰 무대들 중의 하나인 매디슨 스퀘어 가든에서 열렸다.

## NBA 경력

### 초기 경력 (1987년 ~ 93년)
NBA에서 한번 밀러는 기록의 책들로 자신을 실리게 하는 데 아무 시간을 낭비하지 않았다. 그는 1987년 ~ 88년 시즌에 자신이 61개의 3점 슛을 가할 때 래리 버드에 의하여 세워진 8년 평점을 깨 NBA 역사상 다른 여러 신인 선수보다 많았다.
밀러는 자신의 첫 시즌에 한 경기에 10.0 포인트를 평균하였고, 필드로부터 .488 점과 3 포인트 범위로부터 .355 점을 슈팅하였다. 그는 하나의 경기 만을 시작하여 베테랑 존 롱을 후원하였으나 그는 그 시즌에 82개 전부의 경기를 활약하는 데 단 하나의 페이서스 선수였다.
자신의 2번째 시즌에 밀러의 득점 평균은 한 경기에 16.0 포인트로 올랐고, 93개의 스틸과 함께 페이서스를 이끌었다. 그러나 자신이 진실적으로 상승하기 시작할 때 1989년 ~ 90년 시즌까지 아니었다.
밀러의 득점 평균은 2연속 시즌을 위하여 치솟았으며, 이번에는 NBA에서 8번째로 최고인 경력 사상 한 경기에 24.6 포인트로다. 밀러의 영구적인 동작과 다수의 내리치기와 장면들을 통하여, 그리고 그 주위를 조립하는 데 능력은 그를 활동의 방해적 진행을 방어하는 데 만들었다.
그는 1977년 돈 뷰즈와 빌리 나이트 이래 NBA 올스타전에서 활약하는 데 첫 페이서스 선수가 되었다. 그는 또한 NBA의 가장 향상된 선수 상을 위하여 마이애미 히트의 로니 세이칼리에 밀려 준우승을 하기도 하였다.
1991년 ~ 92년 시즌에 밀러는 경력 최고의 57 포인트를 위하여 샬럿 호니츠에 횃불을 붙였다.
페이서스는 밀러의 경력에서 처음으로 1990년 NBA 플레이오프에 도달하였으나 그 일은 잠시의 방문이었다. 밀러의 필드로부터 .571의 슈팅에 20.7 포인트에 불구하고 전직 챔피언 디트로이트 피스턴스는 첫 라운드 시리즈에서 페이서스를 휩쓸었다.

### 중반 경력 (1993년 ~ 2003년)

#### 9 초에 8 포인트
1993년 ~ 94년 시즌에 래리 브라운이 페이서스의 총감독으로서 차지하였다. 밀러의 득점 평균은 한 경기게 19.9 포인트로 미끄러졌으나 프리스로 퍼센티지에서 리그 2위를, 그리고 3점슛 필드골 퍼센티지에서 3위를 하였다. 그는 또한 팀의 사상 지도적 득점자와 자신 경력에서 800개의 3점 슛을 가하는 데 NBA 역사상 4번째 만의 선수가 되었다.
그해 페이서스는 47개의 경기를 우승하였고, 그러고나서 동부 컨퍼런스 결승전으로 향하였다. 플레이오프에서 밀러는 한 경기에 23.2 포인트를 평균하였으나 닉스를 상대로 5번째 경기에서 그의 상연은 그의 국가적으로 나온 파티로서 기억되고 있을 것이다. 그 시리즈에서 그 일은 바닥에서 밀러와 함께 믿음을 굳히고, 페이서스는 승리를 손떼는 데 항상 기회를 가진 것으로 보였다.
그 경기에서 밀러는 4번째 쿼터에서 25 포인트를 떨어뜨렸고, 매디슨 스퀘어 가든에서 93 대 86의 복귀 승리로 페이서스를 이끄는 데 3 포인트 범위에서 5-for-5로 갔다. 포인트의 공세가 있는 동안 밀러는 필름메이커이자 명성 있는 닉스의 팬 스파이크 리와 가시 돋친 말을 나누었다. 상연은 홈 구장의 관중들에게 충격을 주었고, 가든의 충실과 밀러 사이에 사랑과 미움의 관계를 완성하였다.
닉스는 1994년 시리즈를 가져가는 데 다음 2개의 경기를 우승하였다. 7번째 경기에서 닉스의 센터 패트릭 유잉은 94 대 90의 우승에서 24 포인트와 22 보드를 게시하였다. 밀러는 25 포인트를 득점하였으나 마지막 초들이 남으면서 오른쪽 팔꿈치로부터 가능한 경기를 우승하는 3점 슛을 놓쳤다.
하지만 5번째 경기에서 밀러의 위업들은 NBA 플레이오프 역사상 거대한 개인적 노력들 중의 하나로 세워지고, 그 전체의 플레이오프 경주는 그를 대명성의 신분으로 추진하였다. 그해 여름에 그는 미국 국가대표팀에 3중 주장으로 참가하였다. 팀은 그가 팀의 지도적 득점자(한 경기에 17.1 포인트)로서 1994년 FIBA 세계 농구 선수권 대회에서 우승을 거두었다.
1994년 ~ 95년 시즌은 그 것이 어떻게 끝났나에서 밀러와 페이서스를 위하여 되풀이된 상연이었으나 그 방향에 많은 성취를 거두었다. 그는 1995년 올스타전에서 시작하는 데 팬들에 의하여 투표되었고, 올 NBA 서드 팀에 임명되었다. 페이서스는 자신들이 챔피언십을 우승한 ABA의 세월로부터 NBA에 가입한 이래 자신들의 첫 디비전 타이틀을 주장하면서 50개의 우승과 함께 팀 기록을 세웠다.
밀러는 2번째 경기에서 39 포인트의 노력에서 7개의 3점 슛을 고갈시키는 동안 31.7 포인트의 상태로 플레이오프의 오프닝 라운드에서 애틀랜타 호크스를 시들게 하였다.
그러나 긴장된 상연 선수로서 그의 규정지은 순간은 뉴욕에서 열린 컨퍼런스 준결승전의 첫번째 경기에 왔다. 페이서스는 밀러가 3점 슛을 가할 때 16.9 초가 남으면서 6 포인트에 의하여 내려갔다. 그는 인바운드 패스를 빼앗아 경기를 동점매기는 데 다른 선수를 가라앉히는 데 3 포인트 라인의 뒤로 드리블하였다. 닉스가 2개의 프리스로를 놓친 후, 밀러는 107 대 105의 승리의 최종 한계를 위하여 2명을 가라앉혔다.
1995년 5월 7일 밀러는 NBA 플레이오프의 위대한 상연들 중의 하나를 넘겨주었다.
8.9 초의 기간에서 밀러는 8 포인트를 득점하였다. 관중과 농구의 세상은 우둔해졌다.
혼란은 1994년 동부 컨퍼런스 결승전의 5번째 경기에서 그의 25 포인트 4번째 쿼터 분격의 추억에 잠겼으나 이번에 페이서스는 닉스를 시리즈에서 꺾었다. 밀러는 매디슨 스퀘어 가든에서 7번째 경기에서 그가 29 포인트를 득점하면서 이번에 닉스를 폐쇄하는 데 확실히 하였다.
샤킬 오닐이 이끄는 올랜도 매직을 상대로 다음 라운드에서 밀러는 첫 6개의 경기에서 폭발하였다. 그는 첫번째 경기의 첫 기간에 17 포인트를 득점하였고, 그러고나서 2번째 경기에서 37 포인트를 수집하였다. 6번째 경기에서 그는 36 포인트의 저녁으로 향하는 전반전에서 28 포인트를 득점하였다. 그는 7번째 경기에서 페이서스가 101 대 85로 떨어지면서 점검에 보유되었다. 밀러는 한 경기에 25.5 포인트의 뛰어난 평균과 함께 플레이오프를 끝냈다.
1994년 ~ 95년 시즌에 이어 밀러는 애틀랜타에서 열린 1996년 하계 올림픽에서 금메달을 획득하러 간 그해의 미국 올림픽 팀으로 임명되었다.
다음 2개의 시즌은 밀러와 페이서스를 위하여 실망적이었다. 팀은 1995년 ~ 96년 시즌에 2번째 연속적 시즌을 위하여 52개의 경기를 우승하였다. 하지만 페이서스는 밀러가 그들을 데려갈 수 있던 만큼 만으로 멀리 갔다. 불행하게도 밀러의 안와가 부러진 4월 13일 충돌 후에 밀러는 호크스와 첫 라운드 플레이오프 시리즈를 생존하기 위하여 그들을 돕는 데 충분히 빠르게 리바운드할 수 없었다.
인원에서 밀러가 없이 호크스와 페이서스는 첫 4개의 경기를 갈랐다. 그는 마켓 스퀘어 아레나에서 홈 관중들의 앞에서 드라마적 5번째 경기 복귀를 이루었다. 그가 29 포인트를 득점하였어도 호크스는 2 포인트 승리를 득점하여 페이서스의 시즌에 종말을 놓았다.
다음 시즌에 페이서스는 39 승 43 패로 떨어졌고, 총감독 래리 브라운은 시즌의 말기에 사임하였다.
그 일은 1997년 ~ 98년 캠페인이 있기 전에 인디애나주 본토 아들 래리 버드가 페이서스의 새로운 총감독이 되면서 또다른 주의 전설적 인물을 데려왔다. 버드는 밀러, 릭 스미츠, 데일 데이비스와 한해를 대비하여 덴버 너기츠로 이적된 후 중반 시즌에 팀에 재가입한 마크 잭슨을 포함한 베테랑 팀을 물려받았다. 추가로 베테랑 샤프 슈터 크리스 멀린이 섞이는 데 추가되었다.
플레이오프에서 닉스와 클리블랜드 캐벌리어스의 배치 후, 페이서스는 1998년 동부 컨퍼런스 결승전에서 마이클 조던이 이끄는 시카고 불스와 많이 예상된 대회에 들어갔다. 페이서스는 2회의 전직 챔피언을 상대로 4개의 정규 시즌 경기를 갈라놓은 후, 신임과 함께 시리즈에 들어갔다. 시카고에서 2개의 가까운 경기를 떨어뜨린 후, 페이서스는 2개의 공포적인 홈의 우승과 함께 메모리얼 데이 주말을 기억할 만하게 만들었다.
자신의 좋은 경력을 규정지은 플레이오프 영웅시 밀러는 발목이 삠에 불구하고 107 대 105의 3번째 경기 우승의 최종 4와 1/2 초가 남으면서 자신의 28 포인트 중에 13개를 득점하였다.
자신의 손과 팔들의 유일한 이용은 4번째 경기에서 크게 나왔다. 그는 조던에 의하여 가까이 가드 되었으나 속박을 벗어나는 데 그의 손들과 하메 조던을 균형에서 진동시키고, 페이서스에게 96 대 94의 승리를 준 2.7 초가 남으면서 기적의 3점 슛을 고정시켰다.
홈팀들은 다음 2개의 경기에서 서브를 보유하여 시카고에서 열린 7번째 경기를 세웠다. 단단히 경쟁적 경기에서 페이서스는 경기를 가지는 데 9 초보다 적게 남으면서 72 대 69의 지도를 손에 잡았다. 자신들의 3연속 NBA 타이틀을 우승하러 간 불스는 방어적으로 탄압하여 보드를 지배하였다. 스코티 피펜은 88 대 83으로 페이서스의 시즌을 끝내는 데 확장에 몇몇의 빅 슛을 가하였다.
NBA는 수고의 봉쇄를 통하여 가 1998년 ~ 99년 시즌에 예정된 50개 만의 경기를 가졌다. 페이서스는 33 승 17 패에서 동부 컨퍼런스의 최고 기록을 위하여 히트를 동점매겼다. 개인적으로 밀러는 이루어낸 3점 슛 (1,702)와 시도 (4,225)에서 NBA의 사상 경력 지도 선수로서 시즌을 끝냈다.
팀은 6년의 세월에 4번째로 동부 컨퍼런스 결승전에 도달하였으나 NBA 결승전으로 그들의 행로는 놀라운 8번째 근원 닉스에 의하여 완고한 6개의 경기 시리즈에서 다시 봉쇄되었다.

#### NBA 결승전 출연

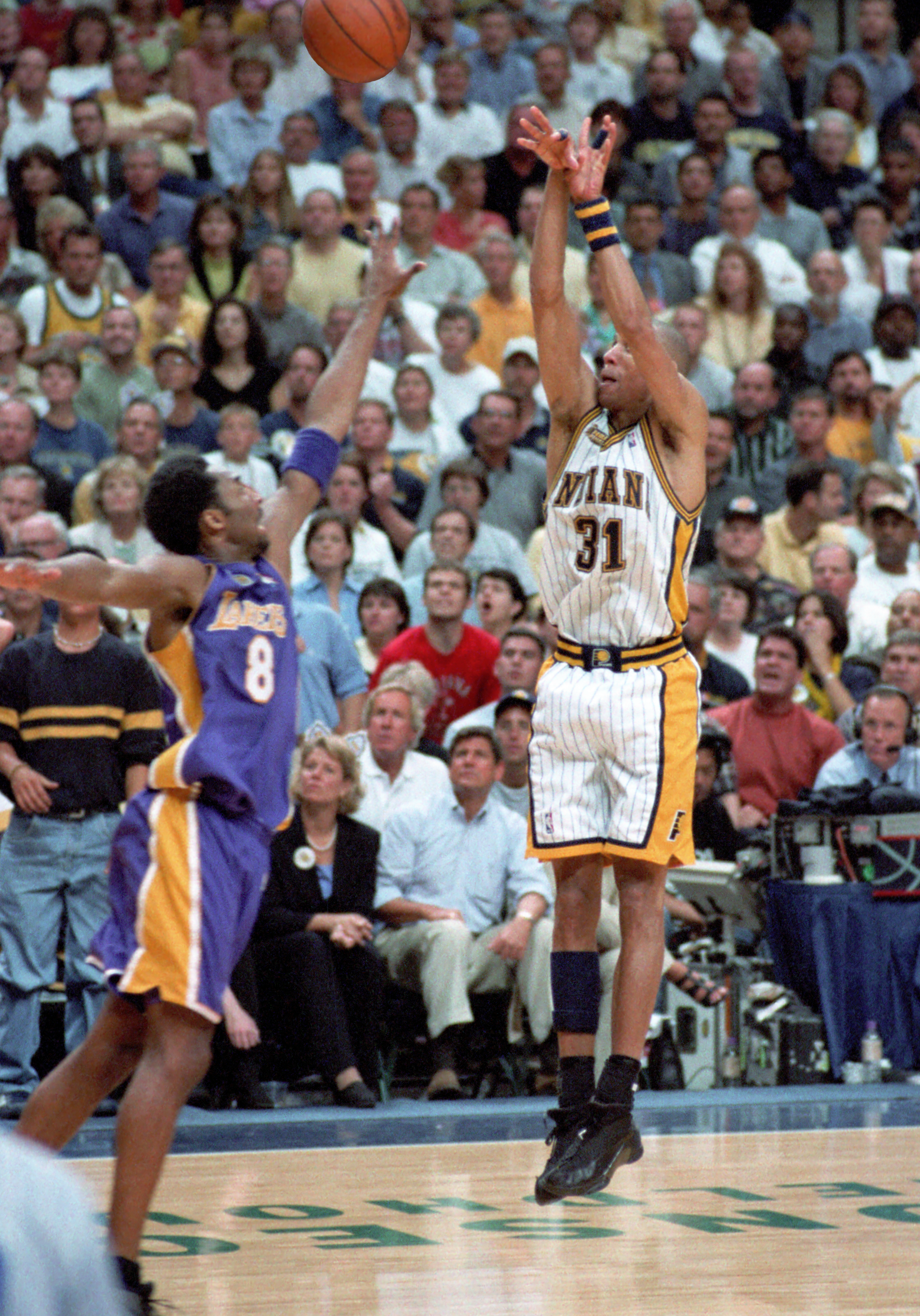
2000년 NBA 결승전의 5번째 경기에서 코비 브라이언트를 상대로 슛을 쏘는 밀러

결국 다음 시즌에 페이서스는 결승전에 도달하였다.
거기에는 물론 몇몇의 다른 첫 선수들이 있었다. 페이서스는 마켓 스퀘어 아레나에서 새로운 콘세코 필드 하우스로 옮겼다. 또한 11년의 세월에 처음으로 밀러는 페이서스의 지도적인 득점자가 아니었으며, 스몰 포워드 제일런 로즈가 그를 앞서 밀러의 18.1 포인트에 한 경기에 18.2 포인트를 평균하였다.
페이서스는 동부 컨퍼런스에서 56 승 26 패의 최고 전체 기록을 가졌으나 완고한 5개 경기의 첫 라운드 시리즈에서 갑자기 일어선 밀워키 벅스를 통과하는 데 분투하였다. 필라델피아 세븐티식서스를 상대로 동부 컨퍼런스 준결승전의 첫번째 경기에서 밀러와 로즈는 각각 40 포인트를 득점하여 페이서스의 108 대 91의 승리에서 그 업적을 성취하는 데 플레이오프 역사상 동료 선수들의 4번째 만의 짝이 되었다. 6개의 경기에서 세븐티식서스를 재빨리 해치운 후, 컨퍼런스 결승전에서 닉스를 상대로 리매치가 세워졌다.
2개의 라이벌은 첫 4개의 경기를 갈랐다. 그러고나서 페이서스는 홈구장에서 5번째 경기를 우승하고, 결승전으로 자신들의 첫 여행을 세우는 데 밀러로부터 34 포인트 뒤로 가든에서 시리즈를 폐쇄하였다.
하지만 밀러와 페이서스는 오닐과 코비 브라이언트가 이끄는 지배적인 로스앤젤레스 레이커스로 달려 들어갔다. 페이서스는 도중에 첫 2개의 경기를 떨어뜨렸다. 그들은 프랜차이즈 역사상 첫 NBA 결승전 홈 경기인 3번째 경기를 우승하였고, 연장전에 120 대 118로 패하기 전에 거의 4번째 경기를 우승하였다.
페이서스가 5번째 경기에서 레이커스를 120 대 87로 압승하였어도 시리즈는 로스앤젤레스에서 116 대 111로 우승한 6번째 경기에서 레이커스에 의하여 감싸졌다. 밀러는 시리즈에서 한 경기에 24.3 포인트를 평균하였다.
페이서스는 팀과 함께 밀러의 마지막 5년 동안 많은 변천을 통하여 갔으나 그가 아직도 팀의 지도적 선수였다는 것이 명백하였다.
버드는 3개의 높이 성공적인 시즌 후에 벤치를 떠났으나 또다른 인디애나주의 전설 - 전 인디애나 대학교와 NBA 거대한 선수 아이제이아 토머스가 총감독직을 차지하였다. 스미츠는 은퇴하고, 멀린은 골든스테이트 워리어스와 재계약을 맺는 데 나가기로 의문하였으며 잭슨은 자유 계약을 통하여 떠났다. 결국 데일 데이비스는 어리지만 약속적인 저메인 오닐을 위하여 포틀랜드 트레일블레이저스로 이적되었다.
2000년 ~ 01년 시즌에 로즈가 더욱 많이 공격적 선택권이 되면서 밀러의 공격은 끌어들여졌다. 그리고 너무 많은 새로운 얼굴과 적게 경험을 한 팀과 함께 페이서스는 예고적으로 분투하였다. 그들은 41 승 41 패로 끝내 동부의 8번째 근원을 위하여 충분히 좋았다.

### 후반의 경력과 은퇴 (2002년 ~ 05년)
2005년 5월 19일 페이서스와 밀러의 활약 세월은 끝났다.
페이서스의 포스트시즌은 다시 한번 밀러에게 속하였다. 그는 필라델피아에서 첫번째 경기에서 충격적인 79 대 78의 승리를 내어주는 데 2.9 초가 남으면서 우수한 3점 슛을 가하였다. 밀러는 그러고나서 다음 3개의 경기에 36.0 포인트를 평균하는 데 속행하였으나 4개의 경기에서 시리즈를 우승하는 데 세븐티식서스가 리바운드 하면서 충분하지 못하였다.
2001년 ~ 02년 시즌에 밀러는 자신의 경력에서 4번째, 2연속 시즌과 마지막 4개의 시즌에서 3번째를 위하여 프리스로 정확성 (91.1)에서 NBA를 이끌었다. 페이서스는 42 승 40 패로 서서히 만으로 나아져 다시 한번 8번째 근원이었다.
하지만 그들은 최고 근원의 뉴저지 네츠를 가장자리로 강요하였다. 첫 라운드 시리즈의 결정적 5번째 경기에서 밀러는 연장전을 강요하는 데 시간이 만기되면서 40 피트 3 포인터를 가라앉혔다. 그러나 네츠가 시리즈를 가져가는 데 2배의 연장전에서 120 대 109로 우승하는 데 리바운드 하였다.
언제나 전개된 페이서스는 그러고나서 빠르게 경쟁자로 자신을 재건하였다. 버드는 프랜차이즈로부터 2년간 결석 후 돌아왔으나 팀의 회장으로였다. 짧은 후에 토머스는 2개의 성공적 시즌에 불구하고 디트로이트에서 해고되어 온 버드의 전 수석 코치 릭 칼라이슬에 의하여 대체되었다.
2003년 ~ 04년 시즌의 페이서스는 NBA 최고의 61 승 21 패를 끝내 우승을 위하여 프랜차이즈 평점을 세웠으나 6개의 경기에 동부 컨퍼런스 결승전에서 피스턴스에 의하여 수위가 차지되었다.
대비 시즌 동안 자신의 왼손에 뼈가 부러진 후, 밀러의 최종 캠페인이 부상자 명단에 시작되었다. 추가적으로 다수의 선수들의 출장 정지에 결과를 가져온 피스턴스와 까다로운 싸움이 일어난 후 페이서스의 명부가 10 분의 1이 제거되었다. 밀러는 다시 한번 이제 흐트러진 팀에 제1의 선택이 되었고, 그는 복수와 함께 복귀하였다.
2005년 ~ 06년 시즌 이래 밀러는 터너 스포츠를 위한 분석자를 지냈다.
그는 6번이나 최소한 30 포인트를 득점하였고, 팀의 지도적 득점자 오닐의 결석에서 거의 한 경기에 20 포인트를 평균하였다.

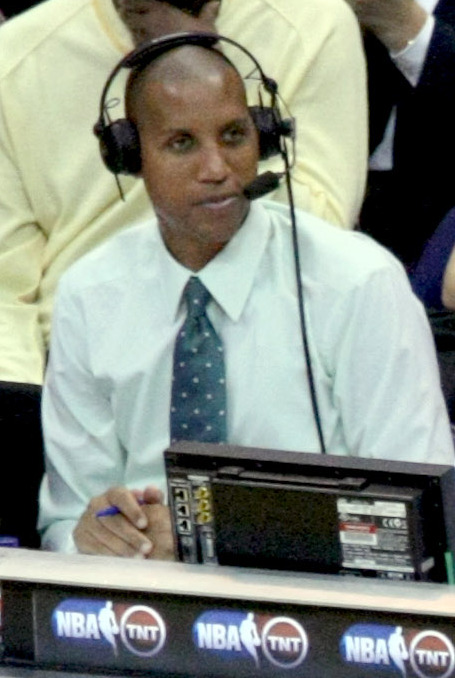
밀러는 현재 TNT를 위하여 NBA 분석자로 지내고 있다.

4월 일찍이 밀러는 많은 그의 찬란한 순간들이 일어난 현장인 매디슨 스퀘어 가든에서 자신의 마지막 경기를 활약하였다. 그 일이 얼마간 점강적이었으나 냉정하지 않았다. 많은 정통한 뉴욕의 적들이 타운을 떠난 이래 닉스는 플레이오프의 논쟁으로부터 희미해졌으나 팬들은 남아있으면서 상처들을 기억하였다.
시초적으로 그는 야유되었다. 그러나 그가 13 포인트 만을 득점한 경기의 말기에 가까이 관중들은 "Reg-gie, Reg-gie"하고 외치고, 기립 박수와 함께 그에게 명예를 주었다.
페이서스는 플레이오프에 도달한 뿐만 아니라 정규 시즌에 늦게 치솟았으나 6번째 근원처럼 그렇게 되었다. 그들은 드러고나서 첫 라운드에서 7개의 경기에 애틀랜틱 디비전 챔피언 보스턴 셀틱스를 꺾는 데 속행하였다. 인원 부족의 페이서스는 밀러의 마지막 경기에서 그로부터 감동시키는 27 포인트 상연에 불구하고 동부 컨퍼런스 준결승전에서 전직 챔피언 피스턴스에게 4 대 2로 떨어졌다.
경기의 마감 가까이 밀러는 몇분간 지속된 고향 박수로 마지막으로 바닥을 떠났다. 당시 피스턴스의 총감독 브라운은 우아하게 타임 아웃을 불러 그에게 박수를 보내고 그의 뛰어난 경력을 지속하면서 전체의 피스턴스 팀이 관중에게 가입하는 데 허락하였다.

## 은퇴 후
자신의 우수한 경력에 이어 밀러는 2005년 ~ 06년 시즌 전에 TNT를 위한 NBA 분석자로서 역할에 차지하여 그 방송의 에미상 수상 〈Inside the NBA〉에 특별 분석 출연을 만들고 경기들을 소집하는 사이에 임무를 갈라놓은 일들에 자신의 첫 2개의 시즌을 보냈다.
그의 전부의 간접 코트 성취들에 불구하고, 밀러는 자신의 적임의 첫해인 2011년 네이스미스 농구 명예의 전당을 위한 결승자가 아니었다. 그러나 밀러가 매사추세츠주 스프링필드에서와 자신이 속한사상의 전설 선수들에 가입하기 전 또다른 한해 만을 끌었다.